# Hercule vainqueur de Cacus
Hercule vainqueur de Cacus ou Hercule tuant les Molionides est une gravure sur bois au burin datée vers 1496-1497, de l'artiste de la Renaissance allemande Albrecht Dürer (1471-1528).

## Histoire
Avec cet Hercule, Dürer signe le tout premier bois de format folio consacré à un sujet mythologique, affirmant ainsi toute la considération qu'il porte à cette technique reléguée, avant lui, à la fonction d'illustrarion du livre imprimé. Cette gravure ambitieuse est souvent considérée comme le pendant de Samson et le lion.

## Iconographie
L'iconographie de ce bois a longtemps été incertaine en ce qui concerne le combat mené par le héros. L'identification d'Hercule est, par contre, explicitée par une inscription au sommet de la planche. Les historiens propose la lutte contre Cacus, le géant cracheur de feu qui déroba au héros les bœufs de Géryon, ou plus probablement, l'affrontement entre Hercule et les Molionides, Eurytos et Ctéatos, des jumeaux siamois dotés d'une force extraordinaire. Dans ce cas, la femme se jetant vers les corps à terre serait leur mère, Molione.

## Analyse
Le pathos qui anime différentes figures évoque sans ambiguïté l'art d'Antonio Pollaiuolo et d'Andrea Mantegna. la musculature accentuée d'Hercule rappelle les réflexions du Florentin sur la corps nu, tandis que les figures féminines sonnent comme des citations à peine cachées du Mantouan. La vieille femme nue derrière Hercule est ainsi une réminiscence de la figure située à l'extrémité gauche du Combat de dieux marins. Molione, les cheveux détachés et les bras en l'air, adopte le type iconographique classique du deuil féminin, tel que repris par Mantegna pour la Marie Madeleine de sa Mise au tombeau dite « en largeur ». Dürer se plait à transposer ces emprunts effectués auprès des plus virtuoses burinistes du Quattrocento dans la technique de la gravure sur bois.